# Žučna kiselina
Žučne kiseline su steroidne kiseline koje se uglavnom nalaze u žuči sisara. Žučne soli su žučne kiseline vezane sa katjonom, najčešće natrijumom. Kod ljudi, soli tauroholne i glikoholne kiseline (derivata holne kiseline) sačinjavaju približno osamdeset procenata svih žučnih sali. Dve glavne žučne kiseline su holna kiselina, i henodeoksiholna kiselina. Žučne kiseline, njihovi glicinski i taurinski konjugati, i 7-alfa-dehidroksilisani derivati (deoksiholna kiselina i litoholna kiselina) su svi nađeni u ljudskom intestinalnoj žuči. Glavna funkcija žučne kiseline je posredovanje formiranja micela, koje pomažu u varenju masti.

## Tipovi
Žučne kiseline sačinjavaju veliku molekulsku familiju. Ova jedinjenja imaju steroidnu osnovu sa četiri prstena, bočni lanac sa pet ili osam ugljenika koji se završava karboksilnom kiselinom, i nekoliko hidroksilnih grupa. Četiri prstena su označena sa leva na desno kao A, B, C, i D, gde je D-prsten manji za jedan ugljenik nego ostala tri. Hidroksilne grupe mogu da budu u 2 pozicije, bilo gore (ili izvan) što se naziva beta (često se prikazuje po konvenciji kao puna zadebljana linija), ili dole, što se naziva alfa (i prikazuje se kao isprekidana linija u strukturnim formulama). Sve žučne kiseline imaju hidroksilnu grupu u poziciji 3, koja je izvedena iz holesterola. U holesterolu, četiri steroidna prstena su u jednoj ravni, i 3-hidroksil je u beta poziciji.
Kod mnogih vrsta, inicijalni stepen u formiranju žučne kiseline je adicija 7-alfa hidroksilne grupe. Naknadno, u konverziji od holesterola do žučne kiseline, spoj između prva dva steroidna prstena (A i B) se menja, čime molekul postaje povijen, i u tom procesu, 3-hidroksil se konvertuje u alfa orijentaciju. Najjednostavnija žučna kiselina (sa 24 ugljenika) ima dve hidroksilne grupe u pozicijama 3-alfa i 7-alfa. Hemijsko ime ovog jedinjenja je 3-alfa,7-alfa-dihidroksi-5-beta-holan-24-ska kiselina, ili henodeoksiholinska kiselina. Ova žučna kiselina je prvi put izolovana iz domaće guske, odakle je izvedena "heno" porcija imena.
Da bi se izbegli problemi vezani za produkciju litoholne kiseline, većina vrsta dodaje treću hidroksilnu grupu na henodeoksiholnu kiselinu. Na taj način, naknadno odstranjivanje 7-alfa hidroksilne grupe od strane intestinalnih bakterija formira manje toksičnu, i još uvek funkcionalnu dihidroksi žučnu kiselinu. Tokom evolucije kičmenjaka, brojne pozicije su bile izabrane za položaj treće hidroksilne grupe. Inicijalno, 16-alfa pozicije je bila korištena, posebno kod ptica. Kasnije, ova pozicija je zamenjena pozicijom 12-alfa kod velikog broja vrsta. Primati (uključujući čoveka) koriste 12-alfa za njihovu poziciju treće hidroksilne grupe. Rezultujuća primarna žučna kiselina kod čoveka je 3-alfa,7-alfa,12-alfa-trihidroksi-5-beta-holan-24-ska kiselina, ili jednostavno holna kiselina.
Principalne žučne kiseline su:
- Holna kiselina
- Henodeoksiholna kiselina
- Glikoholna kiselina
- Tauroholna kiselina
- Deoksiholna kiselina
- Litoholna kiselina

## Literatura
- Smith, Colleen; Lieberman, Michael; Marks, Dawn B.; Marks, Allan D. (2007). Marks' essential medical biochemistry. Hagerstwon, MD: Lippincott Williams & Wilkins. ISBN 978-0-7817-9340-7.

## Spoljašnje veze
- Bile+Acids+and+Salts на 
- Special Issue on "Bile Acids"